# Phyllophaga ome
Phyllophaga ome är en skalbaggsart som beskrevs av Moron 1991. Phyllophaga ome ingår i släktet Phyllophaga och familjen Melolonthidae. Inga underarter finns listade i Catalogue of Life.